# Lobocleta triangularis
Lobocleta triangularis är en fjärilsart som beskrevs av W. Warren 1897. Lobocleta triangularis ingår i släktet Lobocleta och familjen mätare. Inga underarter finns listade i Catalogue of Life.